# Hiroe Kakizaki
Hiroe Kakizaki (柿崎宏江?, Kakizaki Hiroe; Yuzawa, 12 aprile 1969) è un'ex cestista giapponese.

## Carriera
Con il Giappone ha disputato due edizioni dei Campionati del mondo (1990, 1994).